# الدفاع (قانون)

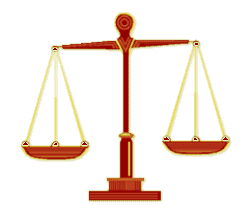

في الدعاوى المدنية والجنائية تحت القانون العام، المدعى عليه قد يرفع دفاعاً في محاولة لتجنب الاتزام القانوني الجنائي أو المدنية. إلى جانب الطعن في صحة أي ادعاء ضده في دعوى جنائية أو مدنية، المدعى عليه قد يرفع أيضاً ادعاءات ضد المدّعي العام أو المُدّعي ضده أو رفع دفاع بحجة أنه حتى لو كانت الادعاءات الموجهة ضده صحيحة، لكنه غير عرضة للمسائلة القانونية.